# Reale ordine di San Giorgio per la difesa dell'Immacolata Concezione

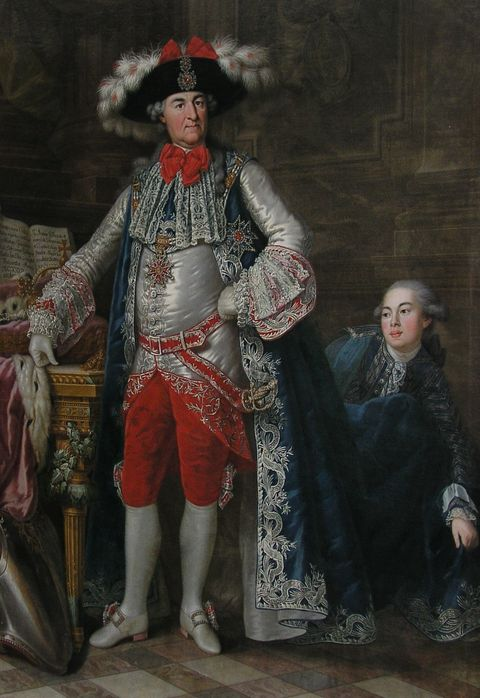
Carlo Teodoro di Baviera nelle vesti di Gran Maestro del Reale Ordine di San Giorgio per la Difesa dell'Immacolata Concezione

L'ordine reale e militare di San Giorgio per la difesa del fato e dell'Immacolata Concezione venne fondato dall'elettore Massimiliano II Emanuele di Baviera nel 1726 per provvedere a ricompensare in maniera onorevole la nobiltà, riconoscendone il servizio civile e militare. Il suo "status" di ordine cattolico venne sancito da una bolla papale del 15 marzo 1728, la quale specificatamente lo comparava all'ordine teutonico che era stato a sua volta trasformato da un ordine attivo nelle crociate ad un'istituzione cavalleresca per la nobiltà.

## La fondazione dell'ordine
La decisione di fondare quest'ordine è probabilmente da attribuirsi al fallimento attuato dai Wittelsbach di ottenere il gran magistero dell'Ordine costantiniano di San Giorgio che per intervento della Santa Sede, nel 1701 era stato assegnato alla famiglia Farnese.
La tradizione di lealtà del santo patrono della cavalleria, san Giorgio, era molto radicata in Germania e molti principi bavaresi del XV secolo si erano recati in pellegrinaggio al Santo Sepolcro dove vennero investiti cavalieri facendo voto come san Giorgio. Il figlio di Massimiliano, Carlo Alberto, darà all'ordine il nome di ordine di San Giorgio, santo cavaliere e martire e dell'Immacolata Concezione della beata Vergine Maria, cambiandone lo statuto il 28 marzo 1729 come ordine militare cavalleresco per nobili cattolici.
Con una riforma del 1741, venne introdotta una classe ecclesiastica, limitata sempre e solo ai nobili, che includeva un vescovo, un prevosto, quattro decani e un cappellano. Nei quaranta articoli dello statuto, sono elencati i diritti e i doveri dei membri come ardente e doverosa devozione cristiana all'istituzione, prescrivendo anche di rivolgere la propria promessa sul Santo Sepolcro come da antica usanza.

## L'ordine nel XVIII secolo
Nello stesso anno, Carlo Alberto ottenne la corona di Boemia e, il 24 gennaio 1742, venne eletto imperatore del Sacro Romano Impero col nome di Carlo VII, ma il suo governo fu breve e quando egli morì dopo tre anni di reggenza, gli successe l'imperatore Francesco I d'Asburgo-Lorena con la moglie Maria Teresa d'Austria, ereditando anche le corone ungherese e boema. Il ramo della dinastia dei Wittelsbach a cui apparteneva Carlo Alberto, si estinse nel 1777 e l'elettorato di Baviera passò a Carlo Teodoro, principe di Baviera, che assunse il gran magistero dell'ordine nel 1778.
Con la morte di Carlo Teodoro nel 1799, entrambi gli elettorati passarono alla linea collaterale dei Wittelsbach, a cui appartenne Massimiliano IV Giuseppe, che nel 1806 venne elevato al titolo di re di Baviera, riunificando tutti i territori.

## L'ordine tra XIX e XX secolo
Riformando gli altri ordini cavallereschi del regno, Massimiliano I confermò i privilegi già concessi ai cavalieri di San Giorgio, concedendo loro di essere secondi solo a quelli dell'ordine di Sant'Uberto. Con la nuova costituzione del 25 febbraio 1827, Luigi I, figlio e successore di Massimiliano, dichiarò che il re dovesse essere anche il gran maestro dell'ordine, che il principe della corona fosse ammesso col grado di gran priore e che tutti gli altri principi della casa reale di Baviera vi fossero ammessi come gran priori. I requisiti erano strettissimi e prevedevano la prova di 32 quarti di nobiltà cattolica con 34 quarti di nobiltà tedesca, ma già dal 1871 queste particolarità vennero abolite, sostituendole con la prova di 400 anni di nobiltà per ciascuno dei quattro quarti di nobiltà. Gli statuti vennero nuovamente revisionati l'11 dicembre 1999 (e approvati dall'attuale capo della casa di Wittelsbach, il duca Francesco, l'11 gennaio 2000), sopprimendo la classe separata per il clero (consentendo quindi agli ecclesiastici di divenire membri regolari dell'ordine, provvedendo però i necessari quarti di nobiltà come da norma del 1871) e semplificando i regolamenti. Venne anche stabilito che il limite di età minimo per l'ammissione era di 21 anni.
Le feste dell'ordine si celebrano il 24 aprile, giorno di San Giorgio, e la festa dell'Immacolata Concezione (8 dicembre).

## Insegne

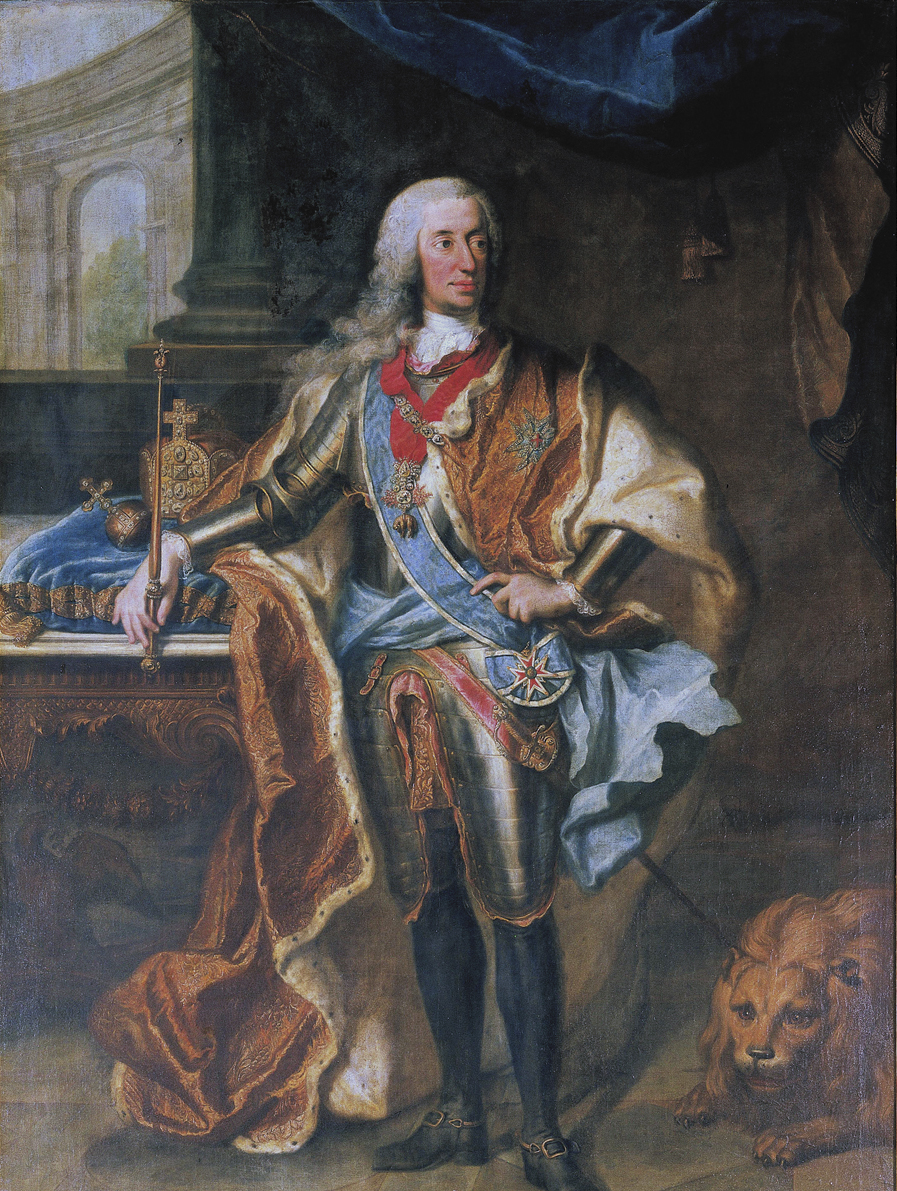
Carlo VII di Baviera Imperatore del Sacro Romano Impero, Elettore di Baviera e Re di Boemia. Indossa la fascia di Gran Croce

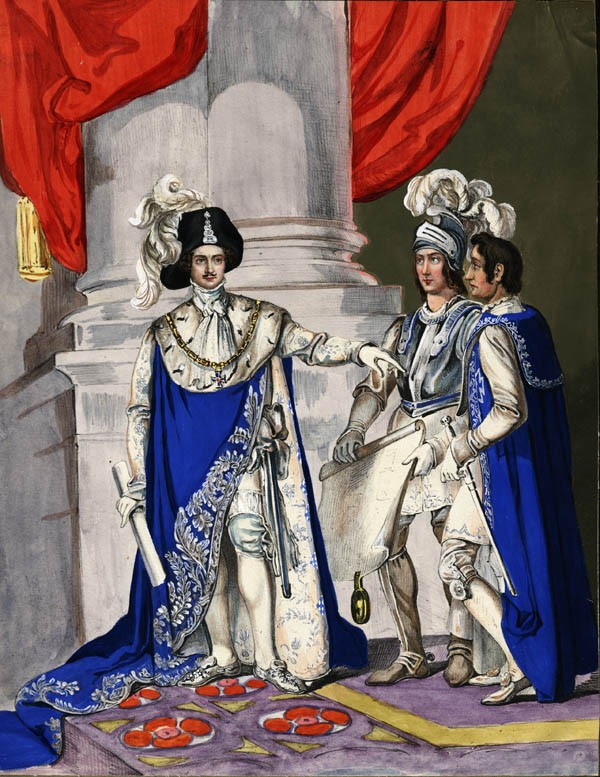
Dipinto di Carlo Teodoro di Baviera con le vesti dell'Ordine, Dipinto eseguito durante l'Incoronazione di Ludovico II di Baviera

La medaglia dell'ordine consiste in una croce maltese smaltata d'azzurro e di bianco con piccole sfere d'oro alle estremità e losanghe diagonali tra i bracci della croce. Il medaglione centrale porta l'immagine della Madonna su un lato e sull'altro mostra la classica scena di San Giorgio che uccide il drago. L'anello di sospensione consiste in una testa di leone come trofeo, e il nastro è blu con i bordi bianchi.

## Attuali membri dell'ordine

### Principe Gran Maestro
- S.M.R. Francesco di Baviera

### Gran Priori
- S.A.R. Principe Massimiliano Emanuele di Baviera
- S.A.R. Principe Luitpold di Baviera
- S.A.R. Principe Fra' Francesco-Giuseppe di Baviera
- S.E. Conte Fra' Gregor Henckel-Donnersmarck
- S.E. Conte Fra' Leberecht von der Asseburg
- S.E. Conte Fra' Alexander Matuschka-Greiffenclau

### Cavalieri di Gran Croce
- S.A.R. Duca Carlo di Württemberg
- S.A. Principe Georg von Waldburg zu Zeil und Trauchburg
- S.E. Conte Alois von Waldburg-Zeil und Trauchburg
- S.A.S. Principe Alois Kostantin zu Löwenstein-Wertheim-Rosenberg
- S.A. Principe Georg zu Fürstenberg
- S.E. Conte Ferdinand-Joseph von Galen
- S.E. Conte Costantin von Brandenstein-Zeppelin
- S.E. Conte Peter von Frankenberg und Ludwigsdorf
- S.E. Conte Peter Wolff-Metternich zur Gracht
- S.E. Conte Fra' Georg von Holnstein
- S.G. Principe Rudolf von Cröy
- S.E. Conte Alexander von Quadt-Wykart-Isny
- S.E. Conte Fra' Georg von Tattenbach
- S.E. Barone Fra' Eberhard von Gemmingen
- S.G. Principe Erich von Lobkowitz
- S.E. Conte Mainhardt von Nayhauß
- S.E. Barone Fra' Josef Raitz von Frentz
- S.E. Barone Fra' Ulrich von Freyberg
- S.E. Conte Albrecht von Rechberg
- S.E. Barone Franz von Mentzingen

### Commendatori
- S.E. Conte Albrecht von Brandenstein-Zeppelin
- S.E. Barone Gregor Raitz von Frentz
- S.E. Conte Conrad Uexküll-Gyllenbad
- S.E. Conte Fra' Detlev Uexküll-Gyllenbad
- S.E. Fra' Christoph Bock von Wülfingen
- S.E. Fra' Hermann von der Borch

### Cavalieri
- S.A. Principe Philipp zu Hohenlohe-Langenburg
- S.A. Principe Costantin zu Hohenlohe-Schillingsfürst
- S.A. Principe Albrecht zu Castell-Castell
- S.A. Duca Viktor Hohenlohe von Ratibor
- S.A. Duca Giovanni Engelberto d'Arenberg
- S.E. Conte Hans von Merveldt
- S.E. Conte Philipp von und zu Lerchenfeld
- S.E. Barone Clemens von Boeselager
- S.E. Barone Sebastian von Rotenhan
- S.E. Nobile Hieronymus von Rotenhan
- S.E. Barone Georg von Waldenfels
- S.A. Principe Leopoldo di Baviera
- S.A. Principe Georg zu Sayn-Wittgenstein-Hohenstein
- S.E. Conte Franz Ludwig Schenk von Stauffenberg
- S.E. Barone Siegmund von Bibra
- S.E. Nobile Dietrich von Gumppenberg

## Fonti
- Tagore, Rajah Sir Sourindro Mohun. The Orders of Knighthood, British and Foreign. Calcutta, India: The Catholic Orphan Press, 1884